# Championnats d'Europe de boxe amateur 1925
Navigation
Édition suivante
La 1re édition des championnats d'Europe de boxe amateur s'est déroulée à Stockholm, Suède, du 5 au 6 mai 1925. 

## Résultats

### Podiums
| Catégories                 | Or                 | Argent          | Bronze          |
| Poids mouches (-50,8 kg)   | Émile Pladner      | J. W. James     | Karl Schulze    |
| Poids coqs (-53,5 kg)      | Archie Rule        | Franz Dübbers   | Axel Norman     |
| Poids plumes (-57,1 kg)    | Oscar Andrén       | Jacob Domgörgen | Richard Madsen  |
| Poids légers (-61,2 kg)    | Selfried Johansson | Signaller Viney | Arne Sande      |
| Poids welters (-66,7 kg)   | Harald Nielsen     | Helge Ahlberg   | Hein Müller     |
| Poids moyens (-72,6 kg)    | Frank Crawley      | Hans Holdt      | Franz Krüppel   |
| Poids mi-lourds (-79,4 kg) | Thyge Petersen     | Nils Ramm       | Karel Miljon    |
| Poids lourds (+79,4 kg)    | Bror Persson       | Dudley Lister   | Helmuth Siewert |

### Tableau des médailles
| Place | Pays             | Médaille d'or, Europe | Médaille d'argent, Europe | Médaille de bronze, Europe | Total |
| ----- | ---------------- | --------------------- | ------------------------- | -------------------------- | ----- |
| 1     | Suède            | 3                     | 2                         | 0                          | 5     |
| 2     | Angleterre       | 2                     | 3                         | 0                          | 5     |
| 3     | Danemark         | 2                     | 1                         | 2                          | 5     |
| 4     | France           | 1                     | 0                         | 0                          | 1     |
| 5     | Allemagne        | 0                     | 2                         | 4                          | 6     |
| 6     | Danemark         | 0                     | 0                         | 1                          | 1     |
| 6     | Norvège          | 0                     | 0                         | 1                          | 1     |
| Total | 7 pays médaillés | 8                     | 8                         | 8                          | 24    |